# Никитушкин, Виктор Александрович
Виктор Александрович Никитушкин — репетитор по балету федерального государственного учреждения культуры «Государственный академический ансамбль народного танца имени Игоря Моисеева» (Москва). Народный артист Российской Федерации (2001).

## Биография
Окончил Московское академическое хореографическое училище при ГАБТ СССР (квалификация — артист балета), затем — ГИТИС им. А. В. Луначарского по специальности «режиссура балета» (квалификация — педагог-балетмейстер). С 1970-х годов работает в Ансамбле народного танца имени Игоря Моисеева; исполнял сольные партии в репертуаре ансамбля — в хореографических постановках «Калмыки», «Оберек», «Арагонская хота», «Побег», «Партизаны», «Хоруми» и др. Балетмейстер ансамбля.
С 1992 года преподаёт в школе-студии ансамбля: ведущий преподаватель народно-сценического танца (мужской класс), педагог-репетитор.

### Политическая деятельность
11 марта 2014 года подписал обращение деятелей культуры Российской Федерации в поддержку политики президента РФ В. В. Путина на Украине и в Крыму.

## Награды
- Заслуженный артист РСФСР (13 января 1978)[6]
- Народный артист Российской Федерации (6 сентября 2001) — за большие заслуги в области искусства[7]
- Орден Почёта (27 февраля 2020) — за заслуги в развитии отечественной культуры и искусства, многолетнюю плодотворную деятельность.[8]
- Орден Дружбы (2 февраля 2011) — за заслуги в развитии отечественной культуры и искусства, многолетнюю плодотворную деятельность.[9]
- Медаль ордена «За заслуги перед Отечеством» II степени (22 января 1997) — за заслуги в области хореографического искусства и многолетнюю творческую деятельность[10][2]
- Премия Правительства Российской Федерации в области культуры (2015)
- Почётная грамота Правительства Москвы (12 октября 2004) — за заслуги в развитии отечественного хореографического искусства и в связи с юбилейными датами[11]
- Почётная грамота Правительства Республики Калмыкия (11 июня 2013) — за сохранение и пропаганду калмыцкого национального искусства[12]
- Благодарность Министра культуры и массовых коммуникаций Российской Федерации (24 декабря 2004) — за большой личный вклад в развитие хореографического искусства[13][1][2].
- Лауреат Общероссийского конкурса «Лучший преподаватель детской школы искусств России» (16 сентября 2010)[14]
- Приз журнала «Балет» «Душа танца-2011» в номинации «Рыцарь народного танца»[1]